# Koberovy
Koberovy település Csehországban, Jablonec nad Nisou-i járásban. Koberovy Malá Skála, Mírová pod Kozákovem, Líšný, Železný Brod, Loučky, Záhoří, Klokočí és Rakousy településekkel határos. Lakosainak száma 1021 fő (2024. január 1.).

## Népesség
A település lakosságának változását az alábbi diagram mutatja:
| Lakosok száma | 1191 | 1194 | 1272 | 1076 | 1032 | 952  | 1041 | 1036 | 1015 | 1021 |
|               | 1869 | 1890 | 1921 | 1950 | 1980 | 2001 | 2017 | 2019 | 2022 | 2024 |